# Belleville (Rhône)
Belleville korábbi község (település) Franciaországban, Rhône megyében. 2019. január 1-jén Saint-Jean-d’Ardières községgel egyesült és Belleville-en-Beaujolais új község része lett.
Lakosainak száma 8198 fő (2018. január 1.). Belleville Guéreins, Montmerle-sur-Saône, Saint-Georges-de-Reneins, Saint-Jean-d'Ardières, Saint-Lager, Taponas és Charentay községekkel határos.

## Népesség
A település népességének változása:
| Lakosok száma | 8123 | 8293 | 8456 | 8230 | 8198 |
|               | 2013 | 2015 | 2016 | 2017 | 2018 |